# Sociedad General de Autores y Editores

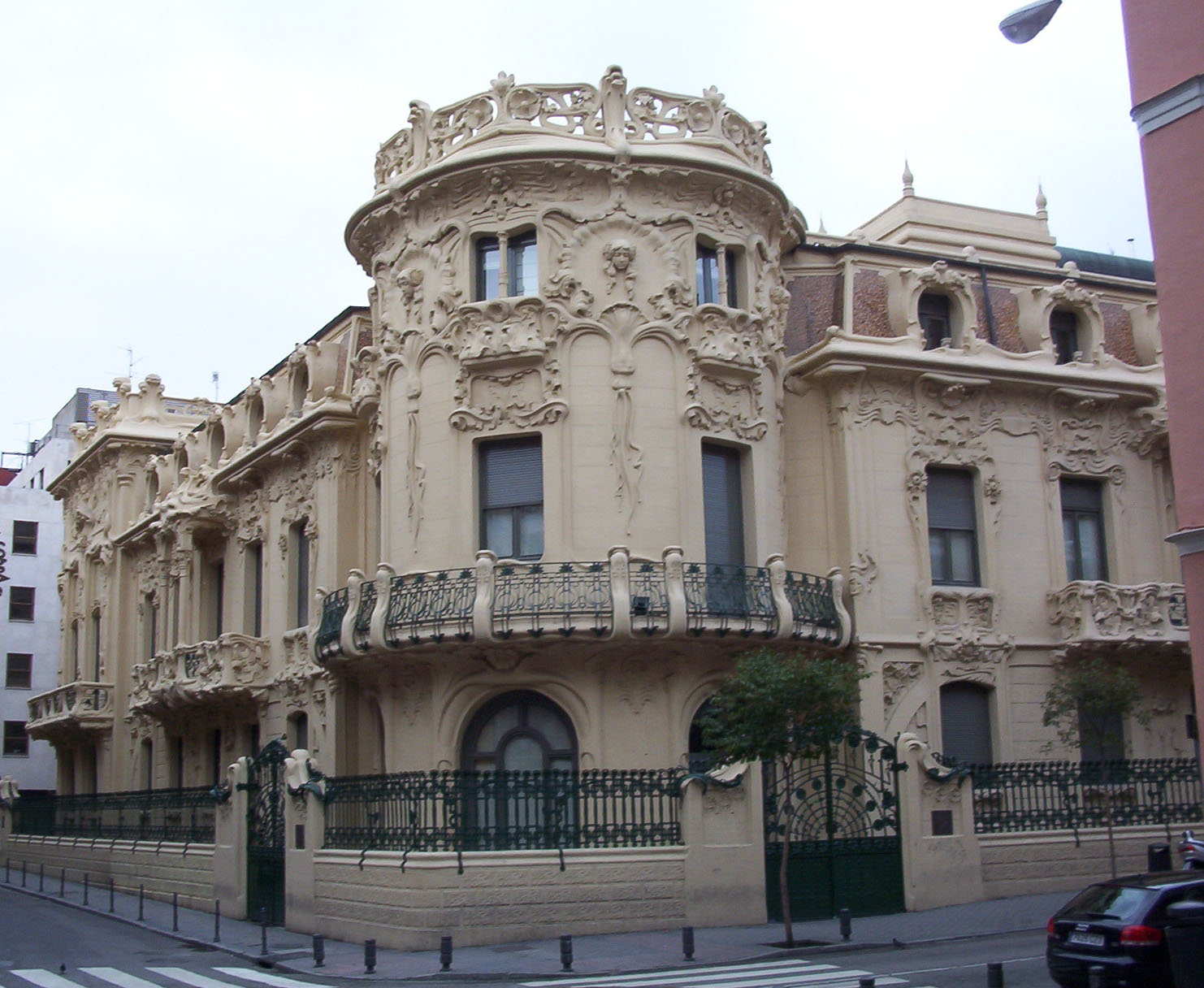
Palacio Longoria (Madrid), sede de la SGAE.

La Sociedad General de Autores y Editores (SGAE) es una sociedad privada española reconocida legalmente como de gestión colectiva, dedicada a la gestión de los derechos de autor de sus socios, entre los que se cuentan toda clase de artistas y empresarios del negocio de la cultura. Es una organización que gestiona el cobro y la distribución de los derechos de autor y a la vez vela por los intereses de los editores.
Su sede se encuentra en el Palacio Longoria, en Madrid.
Poco conocida tradicionalmente más allá del sector en el que ejerce sus funciones, ha alcanzado una amplia notoriedad estos últimos años, a raíz del conflicto que le ha enfrentado a la industria electrónica por la aplicación a los nuevos soportes digitales del llamado "canon compensatorio por copia privada", introducido hace más de 20 años. Los fabricantes sugirieron en su día la introducción de una tasa genérica que compensara a los autores por las copias que realizaran los usuarios con las nuevas grabadoras de casetes y vídeo que se proponían introducir al mercado, pero al solicitar las sociedades de gestión su ampliación a los nuevos formatos, se opusieron a ello. La oposición al canon llevó a la creación de asociaciones como la plataforma Todos contra el canon, cuya actividad ha perjudicado significativamente la imagen pública de la entidad.
El 1 de julio de 2011, el nuevamente reelegido presidente Teddy Bautista y ocho directivos fueron detenidos por orden de la Audiencia Nacional, imputándoseles delitos de apropiación indebida, falsificación de documentos y desvío de fondos, por un importe aproximado de 400 millones de euros. Teddy Bautista fue su presidente desde 1995 hasta el 12 de julio de 2011, cuando presentó su renuncia debido a los delitos que se le imputaban. El 8 de mayo de 2012, Antón Reixa fue elegido nuevo presidente de la SGAE, y el 25 de julio de 2013 este fue sustituido por José Luis Acosta Salmerón, tras la destitución de Reixa por la Junta Directiva. El 20 de abril de 2016, después de la dimisión de José Luis Acosta, es elegido nuevo presidente de la SGAE el compositor y músico José Miguel Fernández Sastrón. El músico José Ángel Hevia preside la organización desde el 12 de noviembre de 2018 hasta el 27 de febrero de 2019, fecha en que es cesado al prosperar una moción de censura. Le sustituye en el cargo la compositora y soprano madrileña Pilar Jurado. El 30 de mayo de 2019 la SGAE es expulsada temporalmente (un año) por la organización mundial de derechos de autor. Esta decisión fue tomada en Tokio por la Asamblea General de la Confederación Internacional de Sociedades de Autores y Compositores (CISAC) y es el resultado del proceso sancionador abierto en diciembre de 2018. Este proceso se abrió tras varias denuncias sobre la gestión de la SGAE. Estas denuncias apuntaban hacia el trato discriminatorio de titulares de derechos y la aplicación de procedimientos de reparto de manera no equitativa.

## Orígenes
A finales del siglo XIX el negocio musical en España estaba formado por tres grupos: los teatros y salas en los que se interpretaban las obras, los autores de las mismas y los intermediarios entre ambos, entre los que destacaba Florencio Fiscowich. Los intermediarios abusaban frecuentemente de su posición dominante mediante contratos de exclusividad con las salas y ataban a los autores con adelantos a cuenta de obras futuras. Para hacer frente a esta situación, los escritores Sinesio Delgado, Carlos Arniches, los hermanos Álvarez Quintero, el libretista Federico Romero Sarachaga y los compositores Ruperto Chapí, Rafael Calleja Gómez y Tomás Barrera Saavedra, entre otros, crearon el 16 de junio de 1899 la Sociedad de Autores. Su primer presidente fue el escultor, escritor, dramaturgo y director teatral Federico Oliver Crespo.
En 1941 se funda la SGAE (Sociedad General de Autores de España) que pasa a gestionar en exclusiva todos los derechos de autor sobre artes escénicas. En 1995 se refunda la SGAE como Sociedad General de Autores y Editores. Dando así acogida dentro de la sociedad a los editores.
Actualmente, la sociedad representa a más de 100 000 socios y gestiona un repertorio de más de cinco millones de obras registradas. Para ser socio de la entidad hay que tener obra explotada públicamente en cualquier medio. Entre sus socios hay músicos, compositores, autores dramáticos, letristas, arreglistas, guionistas de cine, televisión y radio, autores de bandas sonoras, directores cinematográficos, realizadores audiovisuales, etc. Además, la sociedad tiene acuerdos de reciprocidad con otras entidades similares establecidas en el resto del mundo, por los cuales estas explotan el repertorio de la SGAE en sus territorios a cambio de que la sociedad gestione los suyos en España.[cita requerida]

## Funciones
Entre sus funciones están la de emitir licencias del repertorio de los autores agrupados en la SGAE para su explotación en cualquier tipo de negocio: grabación en discos, en soporte videográfico o multimedia (CD-ROM, DVD, Blu-Ray), su uso en redes digitales tipo Internet o telefonía móvil y su posterior comercialización, la comunicación pública de dichos contenidos por emisoras de radio, cadenas de televisión, operadores de cable, la explotación en teatros, salas de fiesta, locales de exhibición cinematográfica, negocios de hostelería o de cualquier otro tipo abiertos al público, etc.
La sociedad controla estos mercados para defender los derechos de sus socios, asegurándose de que la explotación del repertorio SGAE esté licenciada y sean abonados los derechos de autor correspondientes, gestiona las solicitudes de autorización para la sincronización de las obras musicales preexistentes en producciones audiovisuales, gestiona la denominada «remuneración equitativa» por alquiler de vídeos, vigila el cumplimiento de los acuerdos suscritos con las distribuidoras de soportes de grabaciones audiovisuales, con las emisoras etc. Su departamento jurídico asesora a los socios y defiende sus derechos, denunciando la actividad de alquiler de soportes discográficos que considere ilícita, preparando la documentación correspondiente para las demandas por vía judicial, así como investigando las actividades consideradas ilegales relacionadas con los intereses de los autores, en especial de la utilización fuera de la ley del repertorio SGAE (lo que la entidad define como «antipiratería»).
Cabe recalcar que la SGAE no es la única asociación de autores y editores en España, ni está autorizada por el 100% de los propietarios de derechos de autor a gestionar el uso o cobrar en su nombre; de hecho la SGAE no es propietaria de los derechos de autor y debe actuar en el nombre de sus asociados; la SGAE es uno de los principales grupos en contra de la «piratería musical» en España, especialmente en contra del top manta. La SGAE se posiciona también en contra de las descargas mediante redes P2P. Así mismo, reclama una bajada de los impuestos que gravan los discos, del 16 % (actualmente 21 %) al 4 % de IVA.

## Patrimonio y red societaria
Desde finales de la década de 1980 la SGAE empezó a obtener ingresos a través del llamado canon compensatorio por cintas de audio y vídeo, por equipos de música y televisores en locales públicos; la digitalización de los soportes musicales y audiovisuales llevó consigo la extensión del canon a los nuevos formatos (CD/DVD, memorias portátiles, etc.)[cita requerida]. Ambos fenómenos paralelos son los que han provocado en los últimos años un incremento de los ingresos de la SGAE.
En 2007, y analizando la Memoria pública de la Sociedad, la SGAE obtuvo un pequeño beneficio gracias a sus altos ingresos financieros por la abundante liquidez de la que disfruta regularmente. En cambio, tuvo pérdidas de explotación como diferencia entre los ingresos obtenidos y sus gastos corrientes.
En 2008, en cambio, la SGAE declaró pérdidas en sus cuentas de resultados a pesar de mantener una muy cómoda situación de liquidez. También en el ejercicio 2008 empiezan a aparecer en su balance inversiones inmobiliarias múltiples. El complejo entramado de sociedades y Fundaciones no consolidadas asociadas al grupo hace que resulte complicado tener una visión clara de su situación económica.
Así, la Fundación Autor (grupo SGAE) en tres años multiplicó por 110 sus activos, que fueron de 0,5 millones de euros en 2003; en el 2006 alcanzaron los 55,6 millones de euros.
En 2005 la sociedad de gestión de derechos, que obtuvo unos ingresos anuales de 300 millones, transfirió 16 millones a la Fundación Autor. Según el diario El Economista, la sociedad tiene comprometidos 320 millones de euros en reconstrucciones y compras en propiedad.
La SGAE es propietaria al cien por cien de SDAE, antes una división de SGAE y hoy una sociedad limitada que debe el 99 % de su facturación a la SGAE (según las propias cuentas anuales de SDAE presentadas ante el registro mercantil), lo cual llega a proporcionar resultados de más de 7 millones de euros (como ejemplo de la actividad entre 2000 y 2005)[cita requerida].
La empresa SDAE es propietaria de Portalatino, una página de venta de música, que es a su vez propietaria de los derechos de explotación de La Central Digital, la plataforma de software para venta de contenidos en línea. La Central Digital da servicio a las webs de música especializada Latinergy, Museekflazz y Egrem.

## Críticas y polémicas

### P2P y piratería
La SGAE ha sido acusada por sus críticos de promover y financiar campañas de publicidad que asocian con el delito el intercambio de archivos por medio de programas P2P y la copia sin ánimo de lucro de obras originales. La sociedad ha replicado que no hace más que aquello para lo que fue creada: defender los derechos de sus socios, reclamando la aplicación de la ley, que define el P2P como una explotación del repertorio de los autores en la modalidad de comunicación pública, para la cual es imprescindible la preceptiva licencia.
En junio de 2004, en colaboración con Vale Music, la SGAE puso a la venta un disco compuesto por 14 canciones de grupos noveles llamado No a la Piratería. Se creó una gran polémica alrededor de este disco debido a que en su contraportada había un mensaje en contra de la piratería y el top manta, el cual varias organizaciones consideraron que poseía un claro carácter xenófobo. Debido a presiones y denuncias de varias ONG (como SOS Racismo) y asociaciones de consumidores (como FACUA, la Federación de Consumidores en Acción), la SGAE intentó retirar el disco del mercado y desvincularse del mismo, mientras que Vale Music reconoció que los contenidos que aparecían en la contraportada eran «poco adecuados».

### Canon por copia privada
La función más polémica de la SGAE es el cobro de un canon por la copia «para uso privado del copista» de una obra musical o audiovisual ya divulgada, también extendido a todos los soportes utilizados para almacenar datos personales, cuya recaudación se reparte entre los asociados. Este canon ha sido contestado ampliamente por atentar presuntamente contra la presunción de inocencia, dando lugar a distintas campañas sobre todo en internet, fuertes críticas del Partido Pirata Español y también diversas protestas en la calle, incluso el asalto de su sede en Madrid.
A causa de este mismo canon, la SGAE ha sido objeto de dos Google bombs, con la palabra «Ladrones» y con la expresión «Siempre Ganamos Algunos Euros», hasta la modificación del robots.txt de la página de la SGAE si buscábamos «ladrones» en Google, nos aparecía la SGAE en uno de los primeros resultados. Teddy Bautista ha acusado de «fascismo» a Google por este hecho. Lo mismo ocurría para ciertas búsquedas en otros buscadores.
El 21 de octubre de 2010, el tribunal de la Unión Europea declara ilegal la aplicación del canon digital para empresas y profesionales en España, excluyendo a los consumidores y aclarando que siempre y cuando sea para fines distintos al de la copia privada.
A pesar de ello las sociedades de gestión, entre ellas la SGAE, rechazan devolver el dinero del canon argumentando que la sentencia no tiene carácter retroactivo.

### Reparto de recaudación
Sus detractores consideran que puesto que la SGAE gestiona todos los derechos de autor y los reparte según sus propios criterios, esto redunda en perjuicio de los autores no pertenecientes a la SGAE, y también sus socios de bajo rango. Se ha denunciado que en algunos casos la SGAE ha reclamado una parte de los ingresos en concepto de «derechos de autor» en casos en que esos espectáculos no los vulneran ni esos derechos sean propiedad de los afiliados a la SGAE.
Es un hecho que la SGAE no discrimina a la hora de cobrar compensaciones por el uso de un material artístico perteneciente a su bolsa de gestión de derechos de autor o no; pero sí lo hace a la hora de repartir lo recaudado solamente entre sus socios y según sus propios baremos.
Los criterios de reparto están recogidos en los estatutos de la sociedad y este es verificado regularmente por auditores externos.

### Acciones jurídicas en defensa de su honor
La SGAE ha demandado a varias sitios webs en defensa de su honor, lo que ha provocado campañas de internautas en contra de la entidad. La Asociación de Internautas fue condenada a pagar una indemnización de 36 000 euros por alojar el sitio putasgae; el responsable de Frikipedia fue también denunciado en 2006 por insultos en una definición satírica que el sitio tenía sobre la SGAE. Según uno de los responsables de la SGAE, Pedro Farré, esta iniciativa no fue un hecho aislado sino que se denunciaría toda web que albergue contenido difamatorio contra la organización, haya sido incluido o no por el responsable de la página o portal en cuestión.

### Recaudación en conciertos benéficos
La SGAE ha sido criticada en diversas ocasiones por recaudar en conciertos benéficos.
En enero de 2006, la organización decidió devolver los 518 euros que había hecho pagar, tras una denuncia, a la compañía de teatro Taller Cultural de Fuentepelayo (Segovia), una organización sin ánimo de lucro que se encuentra formada en su mayor parte por niños discapacitados. Aunque desde la SGAE se aseguró que el proceso fue fruto de un «error», algunos creen que la marcha atrás fue debida a la campaña de denuncia que se levantó en los meses previos en diversos blogs y portales de internet.
En abril del 2009, la SGAE amenazó con impedir un concierto benéfico de David Bisbal, cuya recaudación en principio iba a dirigirse íntegramente al tratamiento de un niño de cinco años de edad aquejado del síndrome de Alexander, si no se le entregaba el 10 % de la recaudación. Finalmente, la organización pagó 5000 € a la SGAE, pero tras aparecer la noticia en diversos medios, y ante la respuesta negativa de la opinión pública, el organismo de gestión devolvió el dinero recaudado en forma de donación.
La SGAE se defendió señalando que no todos los proveedores de los actos benéficos renuncian a cobrar y ha declarado en varias ocasiones que no está capacitada para decidir por sus socios si están o no dispuestos a renunciar a percibir los correspondientes derechos de autor, por ejemplo, en un concierto solidario. La Ley de Propiedad Intelectual le obliga a extender la correspondiente licencia de explotación a todos los eventos en los que se utilice el repertorio de sus socios, excepto los de Estado y los de carácter religioso. Para que un evento solidario o benéfico consiga una licencia gratuita debe poner en conocimiento de la sociedad con antelación el repertorio que planea utilizar, para que esta obtenga de sus socios la renuncia expresa a percibir la compensación prevista en la ley.[cita requerida]

### Recaudación por obras propiedad de la humanidad
Unas incendiarias declaraciones de políticos locales de Zalamea de la Serena (Badajoz) y Fuente Obejuna (Córdoba) según las cuales, la sociedad reclamaría 24 000 y 30 000 euros respectivamente a cada uno de esos ayuntamientos por las representaciones populares de obras clásicas del teatro español. La primera representación utilizó la adaptación de Francisco Brines, la segunda la de un autor que no es socio de la SGAE.
Las obras dramáticas pasan a dominio público setenta años después de la muerte del autor. Sin embargo, ocurre frecuentemente, como en este caso, que al estar escritas en un castellano ininteligible para el público actual y tener formatos prácticamente irrepresentables, es necesario recurrir al trabajo de un adaptador, cuya obra está protegida por la ley.
En 2010 al pueblo alavés de Santa Cruz de Campezo le exigen 8000 € por tocar las charangas en las fiestas del pueblo melodías que están protegidas por derechos de autor.

### Otras polémicas
El 8 de febrero de 2008, la Unión Europea abrió un expediente a la SGAE para estudiar si su posición en el mercado puede vulnerar leyes antimonopolio en la venta de licencias para descargar música en internet. En julio del mismo año la Comisión Europea puso fin al monopolio de la SGAE al prohibir que fuera la única a la que letristas y compositores españoles puedan encomendar la gestión de sus derechos de autor.
El 13 de marzo, el titular del juzgado de lo Mercantil número uno de Alicante autorizó a la SGAE a cobrar por la música de los banquetes de boda. El magistrado consideró que las bodas no representan un acto estrictamente privado. La autorización es aplicable a los bautizos y comuniones. El dueño de un local demandado insistió en que en las bodas sólo se reproducen de forma ocasional algunas obras musicales, que la SGAE no tiene los derechos sobre todas las piezas porque también ponen música clásica que está exenta. No obstante, el magistrado consideró que no se puede exigir a la SGAE que acredite que en todas las celebraciones se reproduce música para autorizarle a cobrar el canon siempre.
Ya en diciembre, la SGAE demandó a otro salón de bodas en Sevilla, basándose en un vídeo de cuatro minutos grabado sin autorización de los novios y en un informe de otros detectives que no estaban inscritos en el registro como tales, por lo que fue sancionada por la Agencia Española de Protección de Datos.
En enero de 2010 los medios de comunicación se hicieron eco del intento de la SGAE de cobrar a algunos pequeños comercios, como peluquerías o pastelerías, por tener un aparato de radio emitiendo en sus locales, alegando que "reproducen música, incluso si dicha radio se utiliza solo para escuchar las noticias"

## Demandas donde la SGAE no puede cobrar por derecho de autor

### El canon digital considerado ilegal
La abogada Verica Trstenjak del Tribunal de Justicia de la Unión Europea dictaminó que el canon digital impuesto en España por la normativa comunitaria es perfectamente legal, pero su aplicación indiscriminada, podía lesionar los derechos de las empresas que usan materiales para fines ajenos a la copia privada. El procedimiento elegido para recaudar el canon se decidió en su día por los representantes de la industria electrónica. Para facilitar el proceso se instauró un cobro global más pequeño para llegar a la cantidad global pactada, aunque la ley en vigor exime a las empresas de pagar al canon. El gobierno trabaja para acompasar el procedimiento a esta sentencia, pero la consecuencia inmediata será que si las empresas no pagan, para llegar a la misma cifra, los particulares tendrán que pagar un canon más caro.

### La música con licencias libres o menos restrictivas
SGAE dispone de un contrato estándar que no contempla la posibilidad de gestionar obras bajo licencias libres o menos restrictivas que el copyright convencional, es decir, composiciones a las que el titular concede el derecho a descargar, copiar, e incluso modificar, distribuir y emitir públicamente su obra. Un juez da la razón a un pub contra la SGAE.

## Investigación por presunta apropiación indebida y desvío de fondos
El 29 de junio de 2011 salió a la luz la noticia de que la Audiencia Nacional estaba investigando a la SGAE por desviación de fondos.
El 1 de julio de 2011, un día después de las elecciones de la nueva Junta Directiva de la SGAE, la Guardia Civil registró varias sedes de la Sociedad así como 17 domicilios particulares en el marco de la operación 'Saga' de la Fiscalía Anticorrupción y detuvo al entonces presidente, Teddy Bautista, y a otros ocho miembros de la SGAE, entre ellos José Neri (director general de SDAE), a los que se acusa de apropiación indebida, falsificación de documentos y desvío de fondos (unos 400 millones de euros que habrían obtenido gracias al canon digital). Estos presuntos delitos los habría cometido la Sociedad Digital de Autores y Editores (SDAE), que depende de la SGAE. La Audiencia Nacional autorizaba también el embargo y bloqueo de varias cuentas de los responsables de la SGAE.
La investigación se produce a raíz de una demanda de noviembre de 2007 elaborada por la letrada Ofelia Tejerina, para la Asociación de Internautas, que contó con el apoyo expreso de la Asociación de Usuarios de Internet, la Asociación Española de Pequeñas y Medianas Empresas de Informática y Nuevas Tecnologías (APEMIT) y la Asociación Española de Hosteleros Víctimas del Canon (VACHE).
Dos días después, la Asociación de Internautas volvía a pedir la dimisión de la ministra de Cultura, Ángeles González-Sinde por no haberse responsabilizado de "auditar y fiscalizar las cuentas" de la SGAE y ser "juez y parte" en el proceso. Por su parte, la SGAE anunció que tomará las medidas legales oportunas si se demuestra que la entidad ha sufrido algún perjuicio por parte de la SDAE.
Finalmente el 12 de julio de 2011, Bautista presentó su renuncia como presidente de la SGAE.
A finales de 2012, José Ramón Julio Márquez Martínez, conocido en el mundo artístico como Ramoncín, también fue imputado por el juez de la Audiencia Nacional Pablo Ruz en la causa por las irregularidades de la SGAE. Ramoncín había sido directivo de la SGAE, y durante años uno de los más destacados defensores de sus políticas de recaudación.

## Premios Odeón
Galardones españoles instituidos en 2019 por la Asociación de Gestión de Derechos Intelectuales (AGEDI) en colaboración con Productores de Música de España (PROMUSICAE), Sociedad General de Autores y Editores (SGAE), Fundación Autor y Sociedad de Artistas de España (AIE).